# Dhaulagiri Himal
Das Dhaulagiri Himal ist ein bis zu 8167 m hohes Gebirgsmassiv in Nepal. Es ist Teil des Himalayas und beinhaltet mit dem Dhaulagiri den siebthöchsten Berg der Welt.

## Geographie

### Nachbargebirge
Das Dhaulagiri Himal grenzt im Norden an die Gebirgszüge Kanjiroba Himal, Dolpo Himal und Mustang Himal (von West nach Ost). Mustang und Dhaulagiri Himal grenzen an das Kali-Gandaki-Tal, auf dessen Ostseite sich das Damodar Himal (im Norden) und das Annapurna Himal erheben. Im Süden überragt das Dhaulagiri Himal die vergleichsweise niedrigen Berge des Pahad im nepalesischen Mittelland.

### Topographie des Dhaulagiri Himal
Der Dhaulagiri bildet den südöstlichen Eckpfeiler des Massivs. An ihn schließt sich im Nordosten der Tukche Ri (Tukuche Peak) (6920 m) an. Nach Norden folgt der Dhampus (6012 m), auch Dhampus Peak oder Thapa Peak genannt. Nordwestlich bzw. nördlich des Tukche Ri verbinden French Col (5360 m) und Thapa Pass oder Dhampus Pass (5258 m) das Tal des Myagdi Khola am Dhaulagiri mit dem Tal des Kali Gandaki im Osten der Gebirgsgruppe. Westlich des French Col liegen der Sita Chuchura (6611 m) und der Honde Himal (6556 m). Weiter nach Westen steigt der Kamm vom Sita Chuchura/Mukut Himal aus nach einer Senke weiter an und gipfelt im Dhaulagiri II, mit einer Höhe von 7751 Metern der zweithöchste Berg des Massivs. Es folgen Dhaulagiri III, V und VI, sowie Churen Himal, Putha Hiunchuli und Dogari Himal. Leider gibt es zu diesem Gebiet eine ganze Anzahl von Landkarten, welche die Gipfel oder Pässe in falscher Lage zeigen. Der Zusatz Himal wird sowohl an Gebirgszüge als auch an einzelne Berge angehängt.

## Gipfel
Zum Dhaulagiri Himal gehören unter anderem folgende Gipfel:
| Gipfel                                       | Höhe   | Erstbesteigung |
| -------------------------------------------- | ------ | -------------- |
| Dhaulagiri                                   | 8167 m | 1960           |
| Dhaulagiri II                                | 7751 m | 1971           |
| Dhaulagiri III (SW-Gipfel des Dhaulagiri II) | 7715 m | 1973           |
| Dhaulagiri IV                                | 7661 m |                |
| Dhaulagiri V                                 | 7618 m |                |
| Churen Himal (Mitte)                         | 7385 m | 1970           |
| Churen Himal (Ost)                           | 7371 m |                |
| Churen Himal (West)                          | 7371 m | 1970           |
| Dhaulagiri VI                                | 7268 m |                |
| Putha Hiunchuli (Dhaulagiri VII)             | 7246 m | 1954           |
| Gurja Himal                                  | 7193 m | 1969           |
| Dhaulagiri VI Central (Gama Peak)            | 7187 m | 1960           |
| Ghustang                                     | 6529 m | 1962           |

## Panoramaansicht

Blick vom Poon Hill auf das Dhaulagiri Himal